# Вахромеево (Псковская область)
Вахромеево — деревня в Шиковской волости Островского района Псковской области.
Расположена в 49 км к востоку от города Острова и в 7 км к юго-востоку от волостного центра, деревни Шики.
Численность населения деревни по состоянию на 2000 год составляла 13 человек.